# Grande rivolta berbera
La Grande rivolta berbera del 739/740–743 esplose nel corso del califfato dell'omayyade Hishām b. ʿAbd al-Malik e costituì la prima secessione patita dal califfato, allora con sede a Damasco.
Dietro di essa si affacciava la propaganda kharigita e l'irrisolta questione dei mawālī (convertiti all'Islam, ma non Arabi), che non erano equiparati - specialmente sotto il profilo fiscale - ai musulmani arabi, tanto da essere costretti a versare al Bayt al-māl, la jizya e l'eventuale kharāj (cui erano tenuti i sudditi "protetti", appartenenti all'Ahl al-Kitāb), anziché la più lieve zakāt cui erano tenuti i musulmani.
La rivolta esplose a Tangeri nel 740, e fu inizialmente guidata dal berbero Maysara al-Maṭgharī. Si diffuse rapidamente al resto del Maghreb (Nordafrica) e, attraversando lo Stretto di Gibilterra, penetrò in al-Andalus (Spagna).
Gli Omayyadi, per quanto a costo di perdite significative, riuscirono a impedire che la regione assai ricca dell'Ifrīqiya (in gran parte combaciante con l'odierna Tunisia) e quella di al-Andalus cadessero nelle mani dei ribelli berberi, ma il resto del Maghreb non fu mai più recuperato dal califfato omayyade (e neppure da quello abbaside). Dopo non essere riusciti a impadronirsi della capitale provinciale omayyade di Qayrawān, le forze ribelli berbere si sciolsero, e il Maghreb occidentale si frammentò in una serie di piccoli staterelli berberi, governati da capi tribali e da imam kharigiti. 
La Rivolta berbera fu probabilmente il maggior fenomeno insurrezionale del califfato di Hishām. Da essa emersero alcune realtà politiche, economiche e culturali di rilevante interesse, estranei alla realtà califfale. Talvolta, non senza qualche ottimismo, gli eventi legati alla Rivolta berbera vengono ad esempio considerati come l'inizio dell'indipendenza marocchina, dal momento che mai nella sua storia quell'area fu sotto il governo califfale e di qualche altra potenza dopo di esso, fino alle ingerenze dell'Occidente ai primi del XX secolo.

## Antefatti
Le cause della rivolta berbera furono le politiche dei governatori omayyadi di Qayrawān (Ifrīqiya), del resto del Nordafrica, di Fusṭāṭ (Egitto) e di al-Andalus (Spagna).
Dai primissimi tempi della conquista arabo-islamica del Nordafrica, i comandanti delle forze musulmane avevano trascurato l'elemento indigeno non-arabo vale a dire essenzialmente i Berberi, quando addirittura non l'avevano angariato. Sebbene ai Berberi vada riconosciuto il fondamentale merito delle conquiste dell'Africa del Nord e della stessa Spagna, ed essi si assegnavano porzioni inferiori al dovuto di bottino bellico e frequentemente il trattamento loro riservato era duro, a dispetto della loro conversione alla religione degli altezzosi conquistatori. Ad esempio ai Berberi era assegnato il compito di fungere da avanguardia, con le intuibili maggiori perdite in vite umane rispetto al resto delle formazioni armate, come pure l'assegnazione a operare a lungo in avamposti e guarnigioni in cui la vita quotidiana era molto dura. A dispetto del fatto che il governatore arabo d'Ifrīqiya Mūsā b. Nuṣayr avesse premiato i suoi luogotenenti berberi, assegnando loro posti di responsabilità, senza alcuna discriminazione rispetto ai loro colleghi arabi (un esempio è costituito da Ṭāriq b. Ziyād che porterà le prime forze islamiche alla conquista della Spagna visigotica) il suo successore Yazīd b. Abī Muslim e altri dopo di lui, trattarono le forze berbere con dura albagia.
La cosa più grave fu che i governanti arabi applicarono ai Berberi convertiti all'Islam, la tassazione prevista per i dhimmi (la jizya e il kharāj), violando apertamente la Legge islamica. Questo accadde praticamente in tutto il "secolo omayyade", con l'unica eccezione di ʿUmar II.
Nel 718, questi proibì infatti la riscossione delle imposte previste per i dhimmi a carico dei non-Arabi convertiti all'islam. Ciò fece diminuire gran parte della tensione. Ma le campagne militari del 720 e del 730 costrinsero le autorità califfali a cercare nuovi modi per riempire le loro tesorerie. Durante il califfato di Hishām b. ʿAbd al-Malik, dal 724, i divieti vennero elusi con reinterpretazioni del disposto coranico (ad esempio trasformando il kharāj in un'imposta fondiaria sulla terra, piuttosto che legarla alla religione del proprietario).
Ciò fece aumentare il risentimento berbero, che venne fomentato dai propagandisti kharigiti (in particolar modo sufriti e ibaditi), che avevano iniziato ad arrivare nel Maghreb dal 720. I kharigiti predicavano una forma radicale dell'Islam, promettendo un nuovo ordine politico, in cui tutti i musulmani avessero gli stessi diritti, indipendentemente dall'etnia di appartenenza e dallo stato tribale, in coerente applicazione della Legge islamica. 

Il messaggio kharigita divenne subito popolare tra i Berberi. Ammutinamenti sporadici di guarnigioni berbere vennero repressi con molta difficoltà. Un governatore dell'Ifriqiya, Yazīd b. Abī Muslim, che aveva ripreso la jizya a carico dei Berberi convertiti e che aveva umiliato guerrieri berberi, marchiandoli sulle mani, fu assassinato nel 721.
Nel 734, ʿUbayd Allāh b. al-Ḥabḥāb, che nel 724 era già stato Ṣāḥib al-kharāj, ossia capo degli esattori delle imposte in Egitto) fu nominato governatore omayyade a Qayrawān, con l'autorità di controllo di tutto il Maghreb e al-Andalus.  Assumendo la carica dopo un periodo di cattiva amministrazione, ʿUbayd Allāh riprese subito la collaudata politica dell'imposizione fiscale a carico dei mawālī, ponendo addirittura in vendita alcuni berberi e alcune ragazze berbere, impartendo disposizioni in tale senso ai suoi vicari ʿUqba ibn al-Ḥajjāj al-Salūlī a Cordova (al-Andalus) e a ʿUmar ibn al-Murādī a Tangeri (attuale Marocco). Il fallimento della costosa spedizione in Gallia nel periodo 732-737, respinta a Poitiers dal Maggiordomo di Palazzo dei re merovingi, Carlo Martello, portò a nuove odiose tasse.  Il parallelo scacco degli eserciti califfali in Khorasan e Transoxiana non portò ad alcun afflusso di risorse al Bayt al-māl di Damasco.

## La Rivolta

### Rivolta nel Mediterraneo occidentale
Lo zelo degli esattori omayyadi delle imposte fece perdere la pazienza ai Berberi. Si dice che a seguito di disposizioni di ʿUbayd Allāh ibn al-Ḥabḥāb atte a estorcere più ricavi dai Berberi, ʿUmar ibn al-Murādī, il suo vice-governatore di Tangeri, dichiarò i Berberi giuridicamente come un "popolo conquistato", e, di conseguenza, rendeva legale il sequestro dei loro immobili e la loro riduzione in schiavitù, secondo le regole di conquista.
Questa fu la goccia che fece traboccare il vaso. Ispirate da predicatori Sufriti, le principali tribù berbere del Marocco occidentale, ovvero i Ghomāra, i Barghawāṭa, gli Zanāta e i Miknāsa, decisero di rivoltarsi apertamente contro gli Arabi. Come loro leader scelsero Maysara al-Matghari, che, secondo alcuni cronisti arabi, era un umile venditore d'acqua (ma molto più probabilmente era un importante capo tribale della tribù berbera degli Ait Matghara).
L'opportunità di fare sentire la propria voce si presentò tra la fine del 739 o i primi del 740, quando il potente generale ifriqiyano Ḥabīb b. Abī ʿUbayda al-Fihrī, che aveva da poco imposto la sua autorità sulla valle del Sūs, nel Marocco meridionale, ricevette istruzioni dal governatore di Qayrawān ʿUbayd Allāh di condurre un'ampia formazione militare attraverso il mare contro la Sicilia bizantina.  Radunando tutte le forze possibili, Ḥabīb b. Abī ʿUbayda portò il grosso dell'esercito ifriqiyano fuori dalle odierne regioni marocchine.
Non appena il potente Ḥabīb si mise in movimento senza problemi, Maysara al-Maṭgharī radunò per parte sua la sua coalizione di forze berbere, con le teste rasate secondo la moda kharigita sufrita e con scritte del Corano legate alle loro lance e alle loro spade, portandoli a Tangeri. La città cadde immediatamente nelle mani dei rivoltosi e l'odiato governatore ʿUmar ibn al-Murādī fu ucciso.  Fu a quel punto che si dice Maysara avesse assunto il titolo di Amīr al-muʾminīn ("Comandante dei credenti", sinonimo di "Califfo").  Lasciata una guarnigione berbera a Tangeri, al comando del convertito cristiano ʿAbd al-Aʿlā al-Hudayj al-Ifrīqī, l'esercito di Maysara procedette al rastrellamento del Marocco occidentale, accogliendo nei suoi ranghi nuovi aderenti alla rivolta, sgominando le guarnigioni omayyadi dallo Stretto di Gibilterra a Sūs. Uno dei governatori locali ucciso dai Berberi fu Ismāʿīl ibn ʿUbayd Allāh, figlio dell'Emiro di Qayrawān.
La Rivolta berbera sorprese il Wālī di Qayrawān, ʿUbayd Allāh ibn al-Ḥabḥāb, che aveva a sua disposizione scarse truppe. Immediatamente egli spedì messaggeri in Sicilia a Ḥabīb b. Abī ʿUbayda al-Fihrī, per avvertirlo di metter fine alla sua spedizione e di tornare col suo esercito in Africa con la massima urgenza. Nel frattempo, ʿUbayd Allāh organizzò una colonna di cavalleria pesante, composta dall'élite aristocratica araba di Qayrawān e pose costoro sotto il comando di Khālid b. Abī Ḥabīb al-Fihrī, inviandola a Tangeri, per bloccare i Berberi che vi si trovavano, mentre attendeva il ritorno di Ḥabīb dalla Sicilia. Un piccolo esercito di riserva fu messo sotto il comando di ʿAbd al-Raḥmān b. al-Mughīra al-ʿAbdarī, dandogli l'istruzione di tenere Tlemcen, in caso le forze berbere avessero sopraffatto la colonna di cavalleria e avessero provato a dirigersi su Qayrawān.
Le forze berbere di Maysara incontrarono la colonna che costituiva l'avanguardia ifriqiyana, guidata da Khālid b. Abī Ḥabīb da qualche parte nelle vicinanze di Tangeri  Dopo una breve schermaglia con la colonna araba, Maysara ordinò improvvisamente ai guerrieri berberi di tornare a Tangeri. Il comandante della cavalleria araba Khālid b. Abī Ḥabīb non lo inseguì, attestandosi a sud di Tangeri, bloccando così la città berbera, in attesa dei rinforzi attesi della spedizione siciliana che stava tornando.
In quel periodo di tregua, i rivoltosi berberi si riorganizzarono ed effettuarono un colpo di mano. I capi tribali berberi rapidamente deposero (e giustiziarono) Maysara e scelsero al suo posto il capo dei berberi Zenata, Khālid b. Ḥamīd al-Zanātī come nuovo "califfo" berbero.  Le ragioni di quelle decisioni rimangono oscure ma forse si volle punire quella decisione improvvisa di sganciamento presa da Maysara nella battaglia con gli Arabi, interpretata come un atto di codardia, giudicata inaccettabile nell'ottica sufrita, secondo cui la lotta contro gli Arabi era ritenuta giusta e doverosa per un buon musulmano, o forse semplicemente perché i berberi Zenāta - le cui tribù erano insediate nelle vicinanze della frontiera ifriqiyana - pensavano di essere maggiormente legittimati a guidare la rivolta.
Il nuovo leader berbero optò per un attacco immediato alla colonna ifriqiyana prima che potesse rafforzarsi.  I ribelli berberi, sotto Khālid b. Ḥamīd, distrussero nell'ottobre-novembre del 740 la cavalleria di Khālid b. Abī Ḥabīb in uno scontro che sarà chiamato la Battaglia dei nobili (ghazwat al-ashrāf), dal momento che la crema dell'aristocrazia ifriqiyana che vi combatteva vi trovò la morte.
L'immediata reazione araba al disastro mostra quanto fosse inaspettato quel rovescio.  Alle prime notizie circa la disfatta degli aristocratici, l'esercito di riserva di Ibn al-Mughīra a Tlemcen piombò nel panico. Vedendo i predicatori sufriti ovunque in città, il generale omayyade ordinò alle sue truppe innervosite di condurre una serie di retate a Tlemcen, molte delle quali si conclusero con massacri indiscriminati. Ciò provocò una massiccia reazione popolare in quella che era stata fino ad allora una cittadina tranquilla.  La città, ampiamente abitata da Berberi, espulse le truppe omayyadi dall'abitato.  La linea del fronte della Rivolta berbera lambiva in quel momento il Maghreb centrale (Algeria).
L'esercito della spedizione in Sicilia giunse troppo tardi per impedire il massacro degli aristocratici.  Capendo che essi non erano in posizione tale da fronteggiare l'avversario berbero, esso si ritirò a Tlemcen, per arruolare soldati di riserva, trovando però che la città era al momento in pieno scompiglio.  Lì, Ḥabīb b. Abī ʿUbayda al-Fihrī incontrò Mūsā b. Abī Khālid, un capitano omayyade che aveva coraggiosamente stazionato nelle vicinanze di Tlemcen, radunando quante più forze leali al Califfato gli era stato possibile.  Lo stato di panico e di confusione era tale che Ḥabīb b. Abī ʿUbayda al-Fihrī decise di addossare ogni colpa all'incolpevole capitano e di amputargli le mani e una gamba come punizione.
Ḥabīb b. Abī ʿUbayda al-Fihrī asserragliò ciò che rimaneva delle truppe ifriqiyane nelle vicinanze di Tlemcen (forse a Tahert), e invocò Qayrawān per ottenere rinforzi.  La richiesta fu trasmessa a Damasco.
Il Califfo Hishām, sentendo quelle notizie impressionanti, si dice avesse esclamato: "Per Dio, scatenerò contro di loro certamente il furore, con un furore arabo, e manderò contro di loro un esercito la cui testa comincerà lì dove essi si trovano e la cui coda sarà qui dove io mi trovo!"

### La spedizione siriana
Nel febbraio del 741, il Califfo Hishām nominò Kulthūm b. ʿIyāḍ al-Qushayrī (o al-Qāsī) in sostituzione di ʿUbayd Allāh (caduto in disgrazia) come nuovo Governatore in Ifrīqiya.
 
Kulthūm era accompagnato da forze arabe fresche (27 000 uomini), arruolati nei jund del Bilād al-Shām e un contingente addizionale arruolato in Egitto.  Il Califfo nominò anche il nipote di Kulthūm, Balj b. Bishr al-Qushayrī suo luogotenente ed eventuale successore, e il comandante giordano Thaʿlaba b. Salāma al-ʿĀmilī come secondo possibile successore.
La cavalleria d'élite siriana, comandata da Balj b. Bishr, che aveva proceduto col grosso delle sue forze, fu la prima ad arrivare a Qayrawān nell'estate del 741. Il loro breve soggiorno non fu felice.  I Siriani erano giunti animati da spirito combattivo ed entrarono in urto con le autorità della città ifriqiyana che, sospettose, avevano riservato loro un'accoglienza fredda.  Interpretando quell'atteggiamento come ingratitudine, i Siriani s'imposero in città con la consueta albagia, acquartierandosi e requisendo quanto occorreva loro, senza riguardo per le autorità locali o le loro priorità.
Varrà la pena ricordare come i componenti della spedizione siriana fossero l'espressione di diverse tribù, al contrario degli Arabi residenti in Ifrīqiya, quasi interamente di origine yemenita, e quindi kalbiti al contrario dei Siriani provenienti dai Jund, in massima parte (qaysiti e mudariti, o di tribù stanziate in Siria fin dall'età preislamica.

Le antiche e mai dome rivalità - ben più intense e pericolose della innocua tradizionale e diffusa ʿaṣabiyya - ebbero modo di esprimersi pesantemente tra Ifriqiyani arabi e Siriani arabi.
Essendosi mosso più lentamente col grosso delle sue forze, Kulthūm b. ʿIyāḍ non entrò invece a Qayrawān, limitandosi e inviare un messaggio in cui assegnava accortamente il governo della città ad ʿAbd al-Raḥmān b. ʿUqba al-Ghifārī, il Qāḍī d'Ifrīqiya, un Arabo ifriqiyano egli stesso: un atto d'intelligente ricerca d'intesa con chi doveva sostenere lo sforzo delle forze califfali, ben diverso dalla presupponenza e dalla superbia di Balj che, per giunta, aveva mandato un messaggio offensivo a Ḥabīb b. Abī ʿUbayda (comandante delle forze ifriqiyane sul wādī Shalaf, composte da circa 40 000 guerrieri che stazionavano presso Tlemcen), in cui aveva arrogantemente ingiunto di fornire alloggio alla sua cavalleria siriana, obbligando l'infastidito zio (o cugino) di Balj, Kulthūm, a scusarsi con Ḥabīb per l'insultante comportamento del suo sciocco parente, che creava inopportune difficoltà per la necessaria fusione tra le forze siriane e quelle ifriqiyana.
L'unione dei due contingenti avvenne non senza difficoltà.  Le notizie circa il comportamento siriano a Qayrawān erano giunte alle truppe ifriqiyane, mentre i Siriani, irritati dalla tiepida accoglienza ricevuta in città, trattavano i loro omologhi ifriqiyani in modo prepotente. Ḥabīb e Balj bisticciarono e i loro uomini giunsero quasi alle mani. Con grande e faticosa diplomazia, Kulthūm b. ʿIyāḍ riuscì a tenere i due eserciti insieme, ma il reciproco risentimento avrebbe svolto una parte estremamente negativa dei successivi avvenimenti.
L'esercito ribelle berbero, intanto, al comando di Khālid b. Ḥamīd al-Zanātī (forse congiuntamente con un tal Sālim Abū Yūsuf al-Azdī), se era enormemente più numeroso (le cifre, decisamente implausibili, giungono a 200 000 uomini), era però poveramente armato e attrezzato.  Molti guerrieri berberi potevano contare solo su pietre e coltelli, abbigliati con una semplice tunica, col cranio rasato, secondo la consuetudine dei "puritani" sufriti.  Potevano però contare sulla loro perfetta conoscenza del terreno, su un morale assai elevato e su un fervore alimentato dalla loro fede sufrita.
Gli eserciti berberi e arabi infine si scontrarono nella Battaglia di Baqdura (o Nafdūra) nell'ottobre-novembre 741, sul fiume Subū (nelle vicinanze della moderna Fès).  Disdegnando il consiglio alimentato dall'esperienza e dalla prudenza fornito dagli Ifriqiyani, Kulthūm b. ʿIyāḍ compì diversi gravi errori tattici.  Gli schermagliatori berberi abbatterono i cavalli siriani e isolarono i loro cavalieri, mentre la fanteria berbera sovrastò col suo numero quella araba.  Gli eserciti arabi furono rapidamente messi in rotta. Secondo alcune stime, due terzi delle forze arabe furono uccisi e catturati dai Berberi a Baqdura. Fra i caduti vi fu il nuovo governatore Kulthūm b. ʿIyāḍ al-Qushayrī e il comandante delle forze ifriqiyane Ḥabīb b. Abī ʿUbayda al-Fihrī.
I reggimenti siriani, ridotti al numero di circa 10 000 uomini, non si dispersero grazie agli efficaci sforzi di Balj b. Bishr e si aprirono la strada con valore e disciplina fino allo Stretto di Gibilterra, dove speravano di ottenere un passaggio che permettesse loro di metter piede in al-Andalus.  Un piccolo contingente ifriqiyano, agli ordini del figlio di Ḥabīb b. Abī ʿUbayda, ʿAbd al-Raḥmān b. Ḥabīb al-Fihrī, si unì ai Siriani nella loro fuga, ma il resto delle forze ifriqyiane si sparpagliò tornando a Qayrawān.  Il grosso dell'esercito ribelle berbero si mise dal canto suo all'inseguimento dei Siriani e li pose sotto assedio a Ceuta.

### Offensiva su Qayrawān
Il capo berbero Zanāta Khālid b. Ḥamīd al-Zanātī che aveva vinto due grandi battaglie ai danni degli Arabi, scompare dalle cronache poco dopo la battaglia.  L'annuncio della disfatta araba dette ulteriore vigore alla rivolta e anche molte componenti berbere, rimaste fino ad allora tranquille, si unirono alla causa comune berbera.  Essa s allargò quindi anche ad al-Andalus, in cui la componente berbera era particolarmente rilevante.
La minaccia più immediata si presentò in Ifrīqiya meridionale, dove il leader sufrita ʿUkkāsha b. Ayyūb al-Fazārī levò un esercito berbero e mise l'assedio a Gabès e Gafsa.  Con una rapida sortita a sud con quanto restava dell'esercito ifriqiyano, il Qāḍī di Qayrawān ʿAbd al-Raḥmān b. ʿUqba al-Ghifārī provò a sconfiggere e a disperdere le forze di ʿUkkāsha presso Gafsa nel dicembre del 741.  Ma il Qāḍī poteva contare su un numero insufficiente di soldati e ʿUkkāsha riuscì subito a riunire le sue forze nelle prossimità di Tobna, nella valle dello Zab, nell'Ifrīqiya occidentale (attuale Algeria).
Immediatamente dopo aver saputo del disastro di Baqdura, il Califfo Hishām ordinò al Governatore omayyade dell'Egitto, Ḥanẓala b. Ṣafwān al-Kalbī di occuparsi rapidamente dell'Ifrīqiya. Nel febbraio del 742, Ḥanẓala b. Ṣafwān condusse il suo esercito egiziano a ovest e giunse a Qayrawan verso l'aprile del 742, proprio mentre ʿUkkāsha stava tornando a tentare ancora la sua buona sorte.  Le forze di Ḥanẓala respinse di nuovo indietro ʿUkkāsha.
Quando ʿUkkāsha stava radunando le proprie forze, ancora una volta nello Zab, incontrò una numerosa formazione berbera proveniente da occidente, al comando del capotribù berbero degli Hawwāra, ʿAbd al-Wāḥid b. Yazīd al-Hawwārī (probabilmente avvertito dal Califfo berbero Khalid ibn Hamid al-Zanati, per quanto egli non sia citato nelle cronache arabe).  La compagine di ʿAbd al-Wāḥid era composta da circa 300 000 soldati berberi, vale a dire la più numerosa formazione armata berbera che si fosse mai vista. Dopo una rapida consultazione, ʿUkkāsha e ʿAbd al-Wāḥid concordarono su un attacco congiunto sulla ricca città-santa di Qayrawān, ʿUkkāsha portò i suoi uomini lungo la direttrice meridionale, mentre ʿAbd al-Wāḥid, con il suo numeroso esercito, passò attraverso i valichi settentrionali, convergendo così su Qayrawān da opposte direzioni.
Saputo dell'avvicinamento delle grandi formazioni armate berbere, Ḥanẓala b. Ṣafwān capì che quello era il momento decisivo per prevenire quel congiungimento.  Inviata una formazione di cavalleria per infastidire e rallentare ʿAbd al-Wāḥid a nord, Ḥanẓala condusse il grosso delle sue forza a sud, scontandosi con ʿUkkāsha nella cruenta battaglia di al-Qarn, in cui prese prigioniero il comandante nemico.  Tuttavia Ḥanẓala aveva avuto gravi perdite e era imminente l'arrivo del gigantesco e inatteso esercito di ʿAbd al-Wāḥid.  fatta una rapida retromarcia, Ḥanẓala si dice avesse chiamato alle armi l'intera popolazione di Qayrawān per infoltire i suoi ranghi, prima di prendere ancora una volta posizione per il combattimento.  In quello che probabilmente è stato il più sanguinoso scontro delle guerre contro i Berberi, Ḥanẓala b. Ṣafwān sbaragliò la grande armata berbera di ʿAbd al-Wāḥid b. Yazīd al-Hawwārī a al-Asnam verso il maggio del 742 (o forse poco dopo), circa 5 chilometri fuori Qayrawān.  Pressappoco 120 000-180 000 Berberi, incluso ʿAbd al-Wāḥid, caddero sul campo di battaglia in quel singolo scontro.  ʿUkkāsha fu giustiziato poco dopo.
Malgrado Qayrawān fosse stata salvata dal Califfato, e con essa il cuore pulsante economico e spirituale dell'Ifrīqiya, Ḥanẓala b. Ṣafwān dovette assumersi anche il poco invidiabile compito di riportare all'ubbidienza di Damasco le province più occidentali, ancora sotto l'autorità berbera.

### Rivolta in al-Andalus

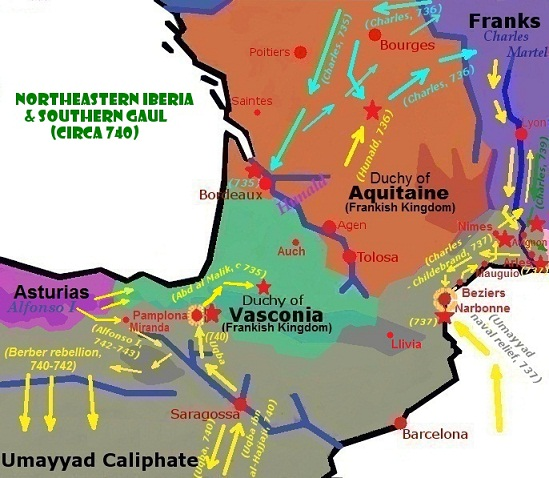
Le campagne militari nel NE di al-Andalus e nella Gallia meridionale al tempo della Grande rivolta berbera (739-742)

Il colpo di mano che aveva insediato ʿAbd al-Malik b. Qaṭan al-Fihrī come governante in al-Andalus ai primi del 741 era stato un espediente dettato dall'emergenza. Ma una volta che le notizie del disastro della battaglia di Baghdūra si diffusero, un'insurrezione generale berbera in al-Andalus non poteva essere evitata troppo a lungo. Nell'ottobre del 741, le guarnigioni berbere lungo le frontiere del NO della Galizia si ammutinarono. Esse deposero i loro comandanti arabi e presero il controllo dei luoghi in cui si trovavano, abbandonando poi le loro postazioni per raccogliere una loro armata ribelle nelle località del centro ispanico e marciare contro gli Arabi andalusi nel sud.
Anche se i nomi dei capi della rivolta non sono noti, si sa che l'esercito berbero ribelle di al-Andalus era suddiviso in tre colonne, una per prendere Toledo, un'altra Cordova (la capitale della Spagna omayyade) e la terza Algeciras, dove i ribelli speravano di impossessarsi della flotta della città per traghettare rinforzi verso il Maghreb.
Con le guarnigioni di frontiera del nord-ovest improvvisamente evacuate, il re cristiano Alfonso I delle Asturie fu sorpreso da tanta fortuna, e invase immediatamente le postazioni lasciate sguarnite. Con notevole rapidità e facilità il nord-ovest venne conquistato, e le rive superiori dell'Ebro non tornarono mai più sotto il controllo dei musulmani. Gli Asturiani devastarono diverse città e villaggi sulle rive del fiume Duero, e deportarono le popolazioni locali dalle città e villaggi nella pianura galiziano-leonese, creando una zona cuscinetto spopolata nella valle del fiume Duero (deserto del Duero) tra le Asturie e al-Andalus, nel sud. Questa nuova frontiera vuota resterà in vigore per i successivi secoli. Si dice che montanari berberi rimasero negli altopiani intorno ad Astorga e León. Queste comunità berbere intrappolate vennero chiamate "maragatos dai cristiani. Anche se alla fine si convertirono al cristianesimo, i maragatos mantennero i loro caratteristici costumi e il loro stile di vita di origine berbera fino all'età moderna.

### I Siriani in Spagna
Durante buona parte dell'inverno del 741-42, i superstiti della spedizione siriana in Ifriqiya, circa 10 000 uomini al comando di Balj ibn Bishr, rimasero a Ceuta, assediati dai ribelli berberi. Il governante di al-Andalus, ʿAbd al-Malik b. Qaṭan al-Fihrī, diffidava che la presenza dei Siriani nel suo territorio avrebbe complicato la situazione, rifiutando perciò loro il traghettamento in al-Andalus.  Infatti vietò loro ogni rifornimento per i Siriani bloccati, spingendosi tanto da torturare pubblicamente a morte un commerciante andaluso che aveva osato inviare un paio di barche di grano a Ceuta per vettovagliare i disperati siriani.
Tuttavia giunse alle orecchie del Wālī di al-Andalus che le forze dei rivoltosi berberi dalla Galizia si erano riorganizzati e si dirigevano verso sud su tre colonne, in direzione di Toledo, Cordova e Algeciras.
Non avendo sufficienti forze arabe a sua disposizione, il Wālī ʿAbd al-Malik b. Qaṭan al-Fihrī capì di avere una piccola opportunità se avesse usato la forza siriana bloccata a Ceuta per sconfiggere gli eserciti berberi.  In un negoziato accuratamente trattato, ʿAbd al-Malik concesse ai Siriani di Balj il permesso di valicare il braccio di mare per la costa spagnola, a condizione che essi promettessero di tornare in Nordafrica entro un anno dalla soluzione del conflitto coi Berberi.  Ostaggi vennero presi per assicurarsi la puntuale applicazione da parte siriana dell'accordo.
Il corpo siriano di Balj attraversò il mare ai primi del 742 e immediatamente si attestò nei dintorni di Medina-Sidonia, dove intercettò e si sbarazzò della colonna berbera che puntava su Algeciras. I Siriani si unirono poi agli Arabi di al-Andalus nello sgominare la principale colonna berbera in una feroce battaglia fuori Cordova nella primavera del 742.  Poco dopo essi si sbarazzarono anche del terzo contingente berbero, ponendo quindi sotto assedio Toledo.
La ribellione berbera fu così eliminata in Spagna, ma i Siriani non dettero segno di volersene andare. Quando il Governatore andaluso ʿAbd al-Malik ibn Qaṭan al-Fihrī insisté per l'applicazione dell'accordo, Balj b. Bishr, decise semplicemente di deporlo e di proclamare se stesso Governatore, invocando le sue credenziali di Governatore designato dallo zio, l'ultimo Governatore ifriqiyano Kulthūm b. ʿIyāḍ al-Qāsī (o al-Qushayrī). Come vendetta per la sorte riservata al commerciante di Ceuta, Balj ordinò che l'anziano Ibn Qaṭan fosse torturato a morte.
Non era troppo astratta la possibilità dell'esplosione di una guerra civile.  Radunati da Qaṭan e Umayya, figli dell'ultimo Governatore, gli Arabi andalusi imbracciarono le armi contro il contingente siriano.  Esso inflisse tuttavia una secca sconfitta agli Andalusi nella Battaglia di Aqua Portora, fuori Cordova, nell'agosto del 742, ma Balj ibn Bishr rimase mortalmente ferito sul campo.  Il comando dell'esercito siriano fu allora affidato a Thaʿlaba b. Salāma al-ʿĀmilī e nei successivi mesi i Siriani rimasero fermi sul chi vive, mentre gli Andalusi (presto raggiunti da ciò che restava dei rivoltosi berberi) si riunivano a Mérida.
Gran parte dei mesi successivi trascorse in una guerra civile tra Arabi, mentre il problema berbero veniva accantonata come problema secondario.  Infine, stanche della guerra, le parti si appellarono all'Emiro ifriqiyano Ḥanẓala b. Ṣafwān al-Kalbī per risolvere la questione.  Ḥanẓala inviò suo cugino Abū al-Khaṭṭār al-Ḥusām b. Ḍirār al-Kalbī come nuovo Governatore di al-Andalus.  Abū al-Khaṭṭār giunse nel maggio del 743 e immediatamente si dette da fare per ripristinare la pace in al-Andalus, liberando i prigionieri (arabi e berberi) e organizzando una soluzione stabile per una sistemazione delle truppe siriane. Decise infatti di distribuire i soldati siriani in jund andalusi che riprendevano le denominazioni della madrepatria, ritagliando feudi per essi in aree fino ad allora scarsamente popolate: il jund di Damasco fu stabilito fosse a Elvira (Granada), il jund del Giordano a Rayyu (Malaga e Archidona, il jund di Palestina a Medina-Sidonia e Jerez, il jund di Emesa (Ḥimṣ) a Siviglia e a Niebla e quello di Qinnasrin a Jaén.  Il jund di Egitto fu diviso tra Beja (Algarve) a ovest e Tudmir (Murcia) a est. (Al-Maqqari parla di un ulteriore jund di Wāsiṭ (Iraq) che fu spostato a Cabra, ma tale jund non è ricordato in altre fonti).  Ai jund siriani fu assegnato un terzo delle entrate fiscali esatte nelle loro aree di appartenenza e a loro fu riconosciuto il diritto di raccogliere le entrate fiscali e di organizzare il servizio militare al servizio del Governatore di al-Andalus.
L'arrivo dei Siriani ebbe forti conseguenze nella successiva storia islamica spagnola. Essi accrebbero notevolmente la consistenza dell'elemento arabo, fino ad allora minoritario rispetto a quello berbero e indigeno, rafforzando le tradizioni siriane e filo-omayyadi in al-Andalus, . Provocò tuttavia anche qualche problema di non trascurabile rilevanza.  Riottosi ad essere governati, i Siriani introdussero alcune note di sapore feudale anarchico, indebolendo alquanto il potere governatorale andaluso.

## Ultimi anni
È normale indicare il 742 o il 743 come data che segnò la "fine" della Grande rivolta berbera, dopo il fallimento da parte degli eserciti berberi della conquista di Qayrawan e/o di Cordova. Ma la salda presa berbera nelle estreme regioni del Maghreb, o nelle zone occidentali e centrali dell'Maghreb al-Awsat (Maghreb centrale, oggi Algeria) sarebbe rimasta come una duratura realtà, portando all'instaurazione dello Stato Barghwata di Tamesna nel 744, dello Stato di Abu Qurra a Tlemcen nel 742 e dell'Emirato midraride a Sijilmassa nel 758, mentre l'elemento arabo sarebbe rimasto dominante in al-Andalus e Ifriqiya, inclusa la parte orientale dell'attuale Algeria.
In seguito, dinastie non berbere giunsero al potere col sostegno dei Berberi, come i Rustemidi, una dinastia di origine persiana che, dal 761, instaurò un Imamato nell'area di Tahert, nella moderna Algeria e, di maggior rilevanza storica, la dinastia sceriffiana idriside in Marocco, dal 789, considerata la dinasti fondatrice del moderno Stato del Marocco.
Altre realtà istituzionali, ma non organizzate come Stati, sorsero in quelle regioni, governate da ribelli di orientamento kharigita, come Gerba, Wargla, Sétif, Tozeur, Gafsa e il Jebel Nafusa.